# Radès
Radès (àrab: رَادِس, Rādis) és una ciutat de Tunísia, port comercial de Tunis de la que la separen uns 10 km. Administrativament forma part de la governació de Tunis. Es troba gairebé a la costa del golf de Tunísia (té una costa de 6 km), enfront de La Goleta. És el principal port comercial del país. Història
Antigament ciutat dels gessamins, avui dia és una moderna ciutat mediterrània amb un gran complex portuari i bones instal·lacions esportives. A aquesta ciutat es van fer els Jocs Mediterranis de 2001, la Copa d'Àfrica de Nacions 2002 i una part del Campionat Mundial d'Handbol de 2005. La ciutat mateix té 5.000 habitants, però aquesta quantitat es multiplica per 9 si es compten les ciutats de la rodalia; en total hi ha tretze ciutats. Radès ocupa 1.500 hectàrees. És capçalera d'una delegació amb 40.380 habitants (2004).

## Economia
A Radès s'emmagatzemen el 70% dels productes petroliers del país. Destaca també per la producció elèctrica de la central local. El govern de l'Estat hi va crear una zona industrial. El festival del gessamí se celebra l'estiu i està destinat en part al turisme nacional.
Destaquen com a projectes acabats els darrers anys: la ciutat esportiva 7 de novembre, la Vila Mediterrània i els parcs de Farhat Hache i Sidi Bou Yahia. S'està construint un pont que l'ha d'unir a la part nord del Llac de Tunis (amb La Goleta). Hi ha previst també un parc aquàtic al costat de la ciutat esportiva.

## Història
És l'antiga Colonia Iulia Maxula Prates (o Colonia Iulia Maxula Per Rates), nom que li va donar l'emperador August. Plini el vell l'esmenta com a colònia. Maxula era un nom líbic (sens dubte relacionat amb la tribu dels maxitans, en llatí maxitani) i Per Rates o Prates, ‘En vaixell’, un sobrenom que segurament volia dir que la travessa del llac es feia en vaixell.
S'hi esmenten bisbes el 381, 390, 411 (donatista), 416, 484 i 525.
Genseric va residir a Radès (Maxula) i el 445 va rebre al seu palau una delegació de bisbes.
La Taula de Peutinger la qualifica també de colònia.
El nucli originari de la ciutat musulmana es deia El M'rah i era sobre un turó, allà on avui dia hi ha la ciutat vella.
El 1865 no arribava als 1.000 habitants. La ciutat es va estendre a Bir Tarraz i Mongil. Els ministres dels beis s'hi van construir residències.
El 9 de març de 1899 fou constituïda en municipalitat.
Altres barris més moderns són Radès Forêt, Radès Plage, Radès Méliane, Maxula, Mohamed Ali, Taieb M'hiri, Nounou i altres.
El port fou creat el 1985 i té 7 molls amb una extensió de 1.100 metres.

## Geografia
Una zona forestal de 350 hectàrees cobreix el turó i els afores de la vila.

## Administració
És el centre de la delegació o mutamadiyya homònima, amb codi geogràfic 13 58 (ISO 3166-2:TN-12), dividida en vuit sectors o imades:
- Radès Ville (13 58 51)
- Radès Mellaha (13 58 52)
- Taieb Mehiri (13 58 53)
- Radès Remada (13 58 54)
- Mongi Slim (13 58 55)
- Radès Forêt (13 58 56)
- Radès Meliane (13 58 57)
- Noubou (13 58 58)

Al mateix temps, forma una municipalitat o baladiyya (codi geogràfic 13 17).